# Pont de Höga Kusten
Le pont de Höga Kusten ou pont de la Haute Côte (Högakustenbron en suédois, High Coast Bridge en anglais) est un pont suspendu qui supporte la Route européenne 4 et franchit l'embouchure de l'Ångermanälven près de Veda, entre les communes de Härnösand et de Kramfors dans la province d'Ångermanland dans le nord de la Suède. Il fait partie du site de la Haute Côte.
Il est le plus long pont suspendu de Suède avec une portée principale de 1 210 m, devant le pont d'Älvsborg.

## Description
L'ouvrage mesure au total 1 827 m, les pylônes culminent à 180 m et la hauteur libre est de 40 m. Il fut construit entre 1993 et 1997 et ouvrit à la circulation le 1er décembre 1997.

## Galerie

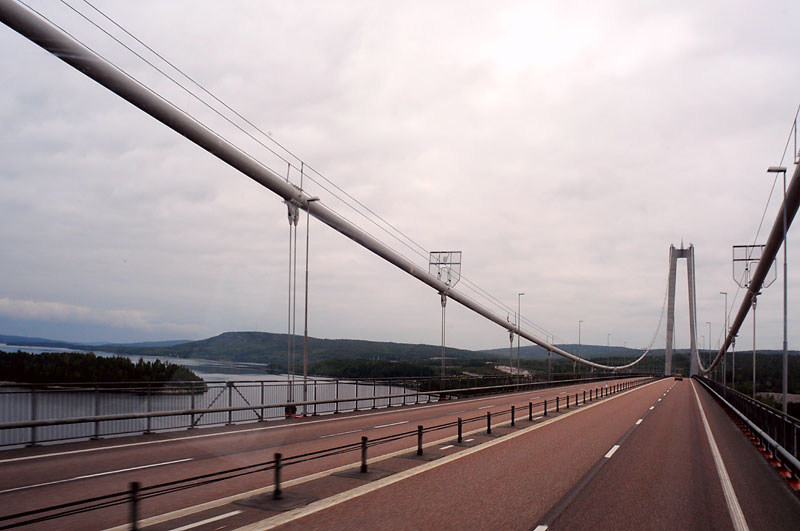
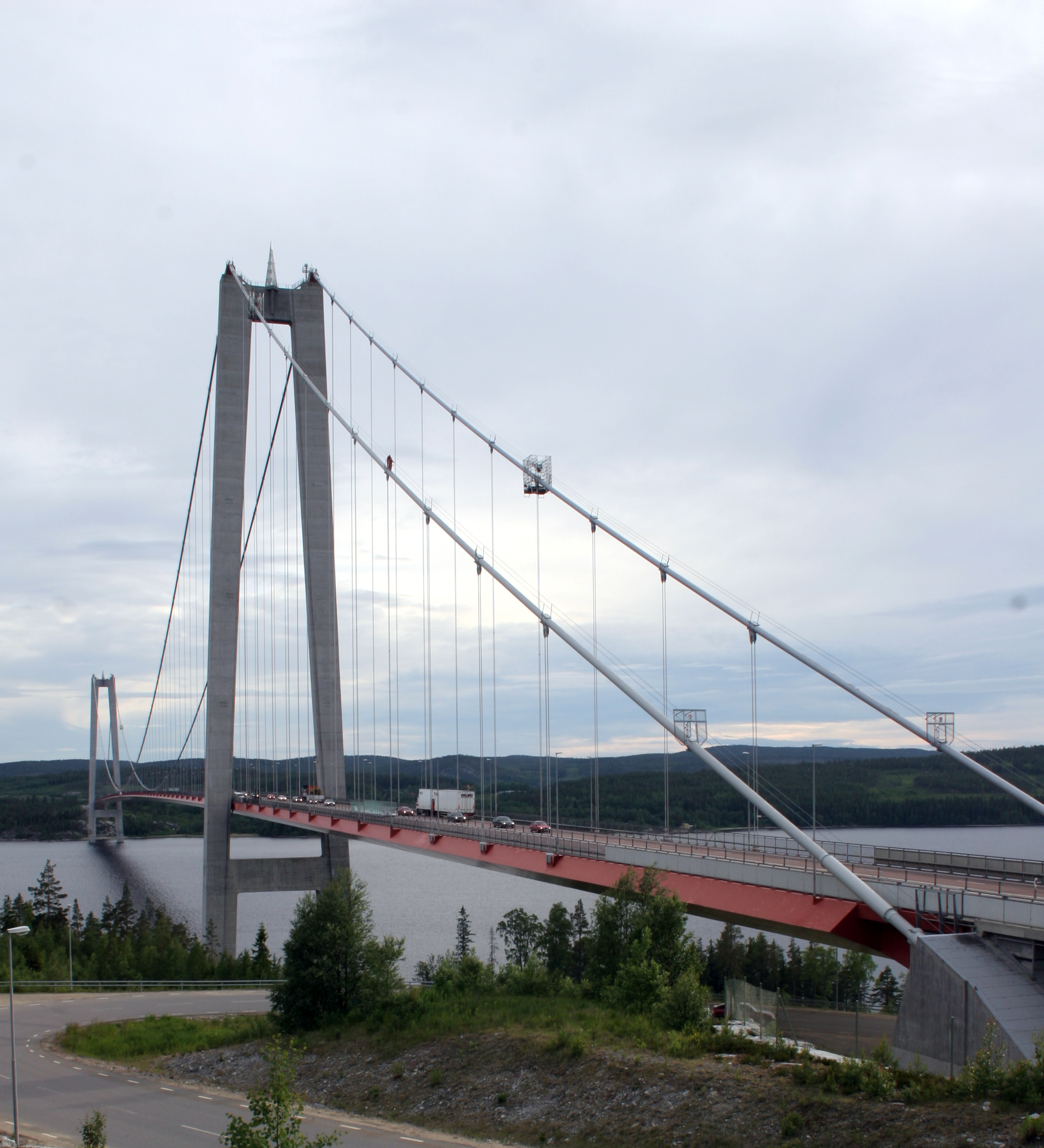
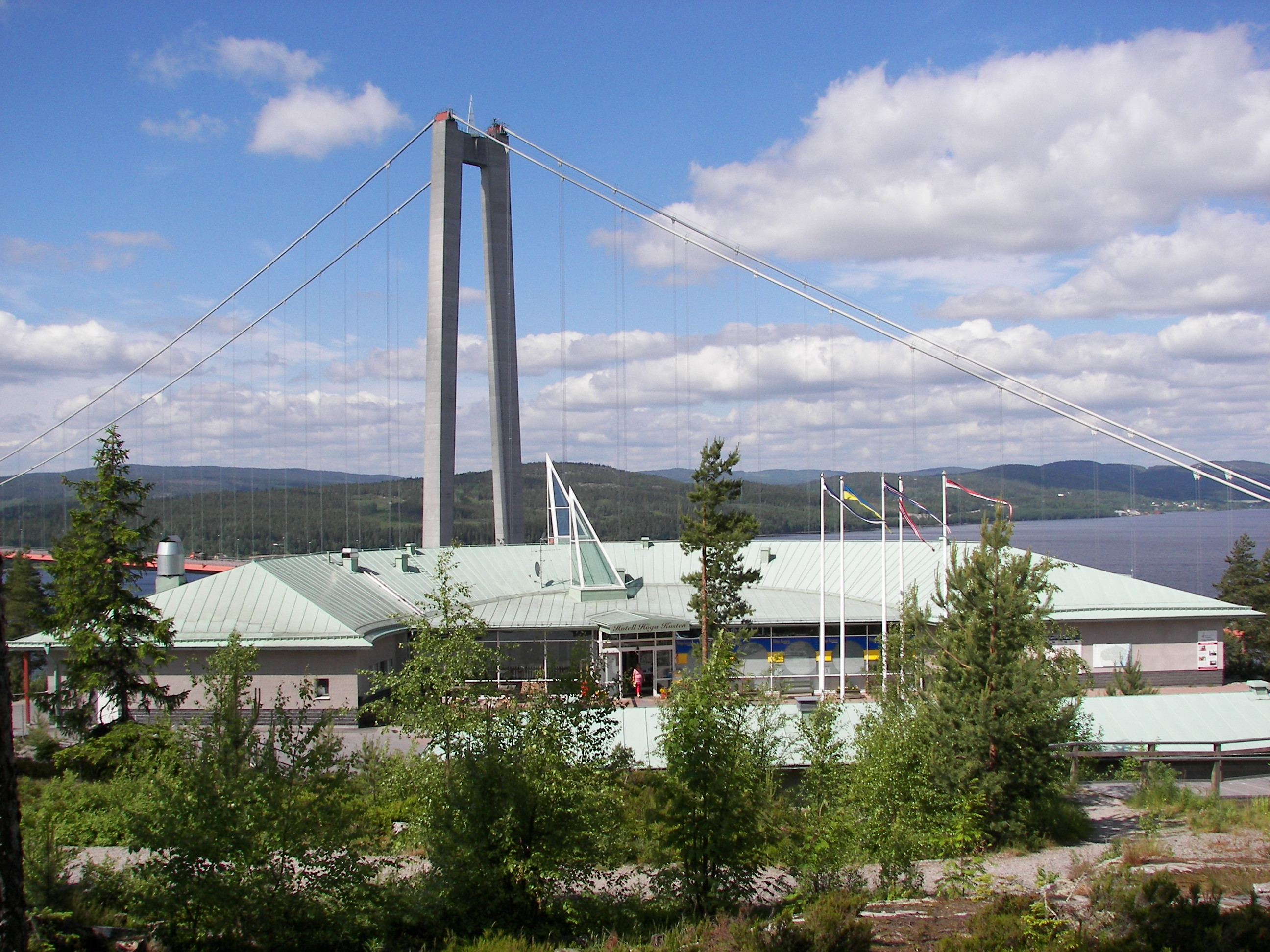
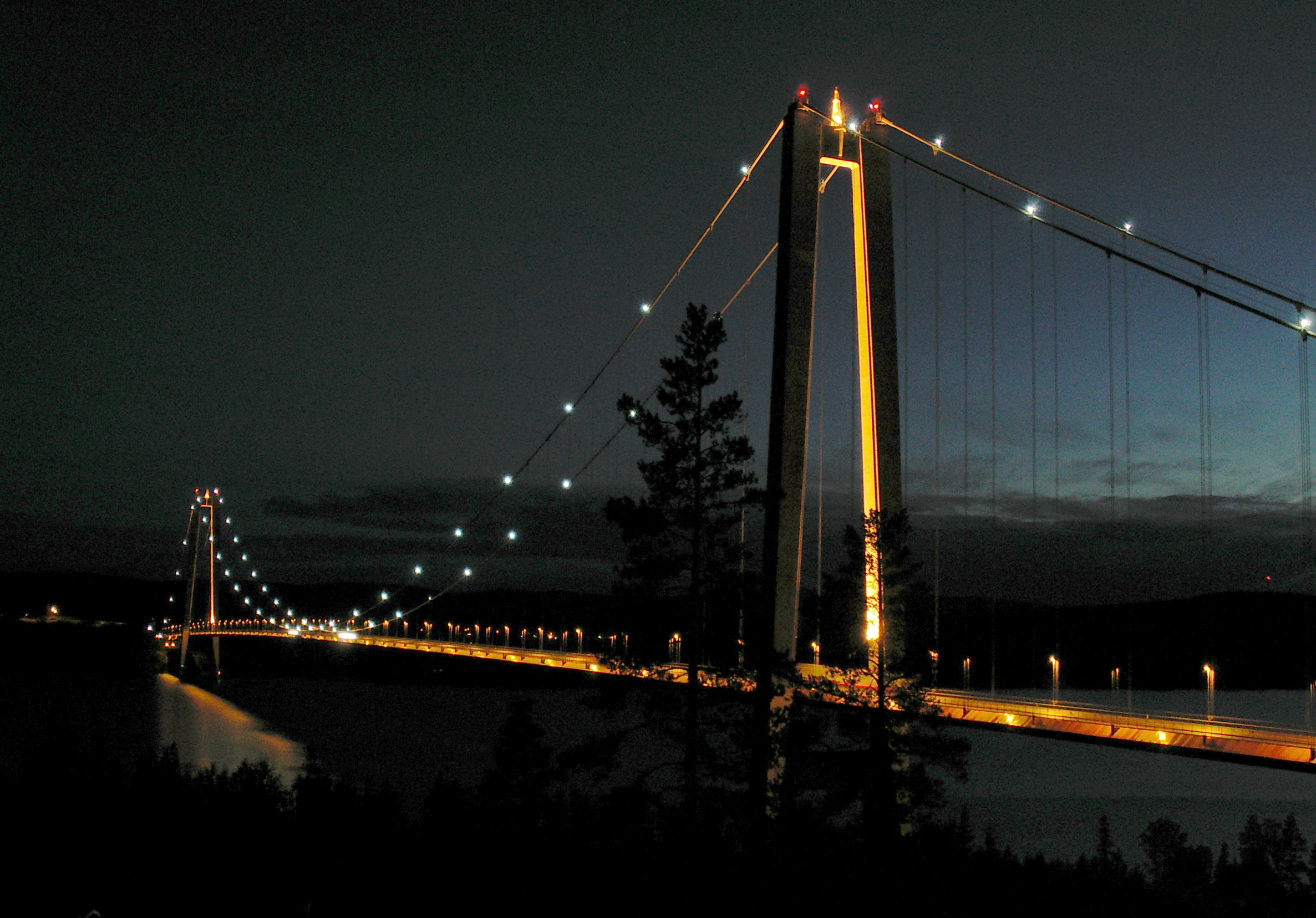

## Sources et références
1. ↑  (en) F. Chu, H. Ouyang, V. Silberschmidt, L. Garibaldi, C.Surace, W.M. Ostachowicz and D. Jiang, « Monitoring Vertical Loads on the Bearings of the High Coast Suspension Bridge », sur fiche de l'article consultée sur Scientific.net, Key Engineering Materials, 2009 (consulté le 5 septembre 2010).
2. ↑  (en) « The Höga Kusten Bridge, Sweden », sur Cowi.com (consulté le 5 septembre 2010).